# Polyrhachis orsylla
Polyrhachis orsylla är en myrart som beskrevs av Smith 1861. Polyrhachis orsylla ingår i släktet Polyrhachis och familjen myror.

## Underarter
Arten delas in i följande underarter:
- P. o. dentulata
- P. o. javanensis
- P. o. muscula
- P. o. orsylla
- P. o. ritsemai
- P. o. subcarinata